# Elisabeth Hendrina Bax

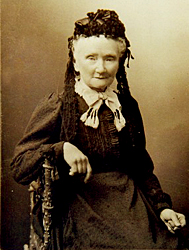
Elisabeth Hendrina Bax, 1904

Elisabeth Hendrina Bax (* 17. März 1831 in Zutphen; † 20. August 1917 ebenda) war eine niederländische Stifterin und Gründerin des „Sarepta Hofje“.

## Leben
Elisabeth Hendrina Bax wurde am 17. März 1831 in Zutphen geboren. Sie war das fünfte Kind und die erste Tochter des niederländischen reformierten Pfarrers Dirk Bax (1793–1837) und der Elisabeth Hendrina Wittigs (1801–1886). Nach ihr bekamen ihre Eltern noch zwei weitere Söhne. Die Familie lebte im Pfarrhaus neben der Walburgskirche in Zutphen. Nachdem ihr Vater im Alter von 44 Jahren bei einem Brand in Rotterdam ums Leben gekommen war, lebte die Familie in großer Armut. Freunde versuchten, der Familie zu helfen, in dem sie eine Gedichtsammlung des Verstorbenen veröffentlichten.
Nachdem ihr Bruder Hendrik (1828–1911) im Jahr 1853 zum Pfarrer in Lage Vuursche ernannt worden war, wurde Elisabeth Bax bis zu seiner Hochzeit 1855  seine Haushälterin. Danach kehrte sie nach Zutphen zurück. Dort lernte sie den Evangelisten und Kolporteur H. C. Gladbeek, Vorsitzender des Christlichen Jugendverbandes in Warnsveld (bei Zutphen) und Theologiestudent in Leiden kennen. Sie verlobten sich, jedoch starb Gladbeek unerwartet vor der Hochzeit in Leiden. Elisabeth Bax hatte für ihn seine evangelistische Arbeit in Warnsveld übernommen und leitete dort erfolgreich die Sonntagsschule. Sie empfing auch Frauen in ihrem Haus zum Bibellesen, Singen und Beten. Nach dem Tod ihres Verlobten beschloss sie, diese Arbeit fortzusetzen. Ihre Mutter lebte ebenfalls in Warnsveld.
Nach der Veröffentlichung einer Anzeige am 15. Oktober 1869 in der christlichen Wochenzeitung „De Heraut“, in der sie angekündigt hatte, Geld für einen armen Freund sammeln zu wollen, erhielt sie neben entsprechenden Spenden auch einen Umschlag einer unbekannten Person. Später stellte sich heraus, dass es sich um J.J. Jansen aus Overveen handelte, der ihr bei seinem Tod im Jahr 1874 ein Kapital von 19.000 Gulden hinterließ. Daraufhin beschloss sie, nun nicht mehr nur nach materiellem, sondern auch nach „geistlichem Gewinn“ zu streben. Inspiriert von der alttestamentlichen Geschichte von der Witwe von Sarepta in 1. Könige 17, 7–16 über Elia und die Witwe von Zarpat/Sarepta gründete sie „Zarpat“, eine Stiftung, die Frauen, insbesondere Witwen ohne regelmäßiges Einkommen, ein Zuhause bieten sollte.
Sie ließ in den 1880er Jahren auf einem Baugrundstück am Pastoorswal (heute Isendoornstraat) in Zutphen ein stattliches Gebäude errichten. Aufkommender Kritik, das Gebäude wäre für bedürftige Witwen zu schön und zu groß, entgegnete sie: „Ich habe ein großzügiges Geschenk erhalten und die Witwen werden ein geräumiges Zuhause haben“. Das „Sarepta Hofje“ wurde am 21. November 1895 eröffnet. Es stellte acht kostenlose Wohnungen für Witwen über 50 Jahre zur Verfügung. Elisabeth Bax selbst zog als Direktorin in das Oberhaus des Komplexes ein. Gemäß der von ihr selbst erlassenen Hausordnung hatten die Heimbewohner eine strikte Sonntagsruhe einzuhalten, waren verpflichtet, die von ihr geleiteten wöchentlichen Andachten zu besuchen und sich gegenseitig mit Rat und Tat zur Seite zu stehen.
Elisabeth Bax erblindete im Alter fast vollständig. Sie zog in eine Erdgeschosswohnung in einen Hinterhof und wurde dort von der Witwe Bennink gepflegt. Elisabeth Bax starb am 20. August 1917 im Alter von 86 Jahren.
Im Jahr 1995 feierte das „Sarepta Hofje“ sein 100-jähriges Bestehen. Zu dem Zeitpunkt bestand es aus sieben Wohnungen und einem Einfamilienhaus und wurde von dem Betreiber, der Diakonie der Niederländisch-Reformierten Kirche, restauriert. Inzwischen befindet es sich im Besitz der Organisation BOEi.